# Prosionek szorstki
Prosionek szorstki (Porcellio scaber) – gatunek lądowego skorupiaka z rzędu równonogów i rodziny Porcellionidae.

## Opis
Ciało zwartej budowy, osiągające do 17 mm długości. Typowe ubarwienie ciała jest u samców ciemnoniebieskawoszare, a u samic i form młodocianych jaśniejsze i nakrapiane. Często spotyka się jednak formy innej barwy np.: brązowe, ceglasto-pomarańczowe. Wierzch ciała jest szorstki, pokryty guzkami.
Przednia krawędź głowy (a dokładnie głowotułowia, cefalotoraksu) ma wyraźny, bardziej lub mniej trójkątny występ środkowy, po obydwu bokach tworzy płat między okiem i podstawą czułka, w wyniku czego głowa w widoku grzbietowym jest trójpłatkowata i przypomina koronę. Biczyk (flagellum) czułków II pary, czyli ich końcowy odcinek, zbudowany jest z 2 segmentów. Na głowie zlokalizowane są oczy złożone utworzone przez około 20 oczek prostych.
Szerokość na granicy pereonu (tułowia, toraksu) i pleonu (odwłoka, abdomenu) zmniejsza się stopniowo, nie gwałtownie. Tylne krawędzie pleonitów (grzbietowych płytek odwłoka) są zakrzywione. Skorupiak ten ma 2 pary płuc pleopodialnych, widocznych jako pogrubione białe łatki, czyli w dwóch pierwszych parach pleopodiów (wyrostków na spodzie odwłoka). Ostatnim widocznym segmentem pleonu jest pleotelson, będący tak naprawdę połączeniem ostatniego segmentu i telsonu. Ma on parę uropodiów (odnóży ogonowych). Wystają one poza obrys ciała sięgając dalej niż czubek pleotelsonu.
Prosionek szorstki (podobnie jak pozostali przedstawiciele tego rodzaju) wykazują wyraźnie negatywną ortokinezę względem wilgotności środowiska, tzn. wraz ze wzrostem wspomnianego parametru szybkość ruchu tych organizmów spada. Klinokineza z kolei objawia się naprzemiennymi skrętami w obu kierunkach.

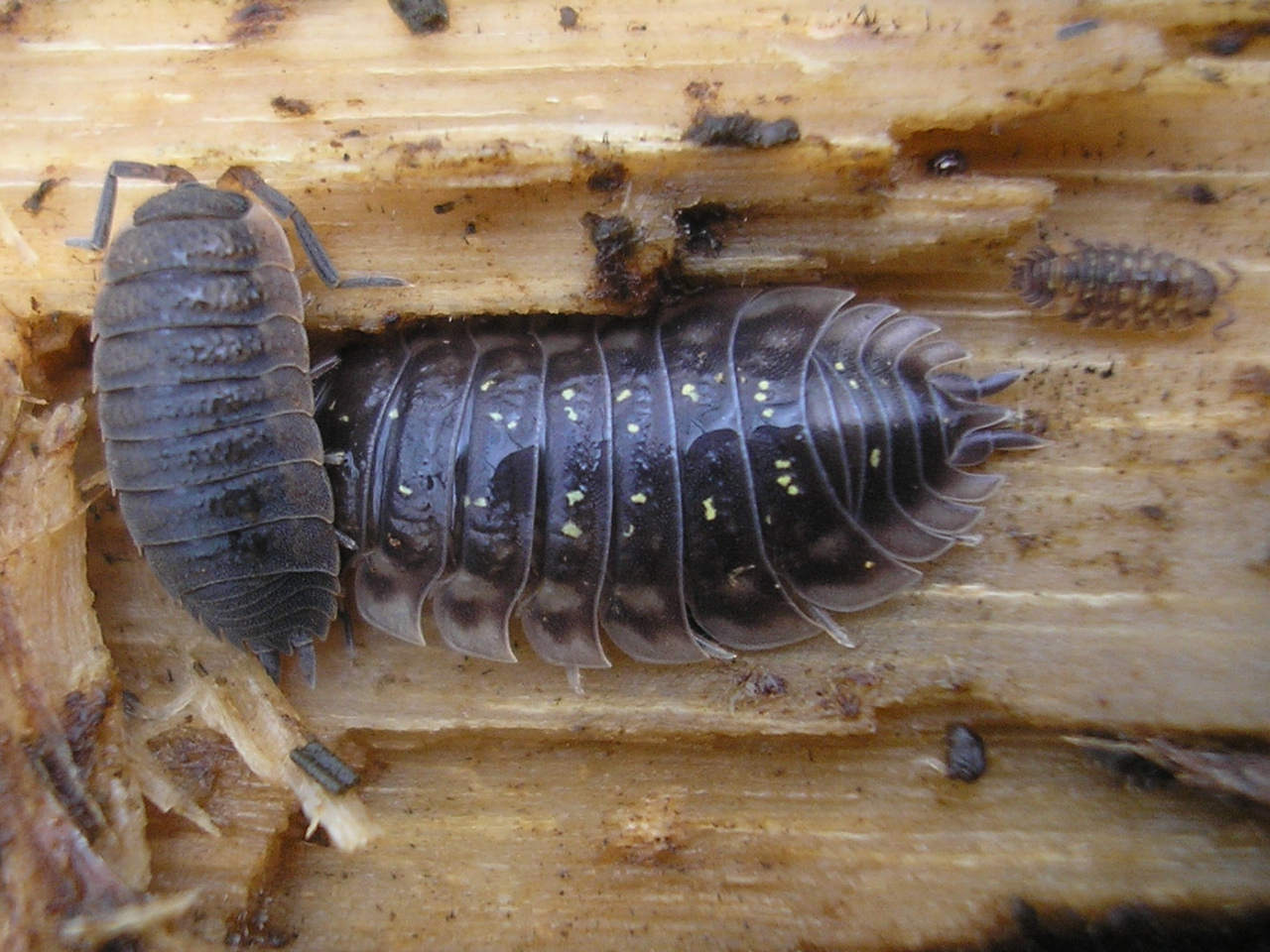
Prosionek szorstki (z lewej) i stonoga murowa (pośrodku)

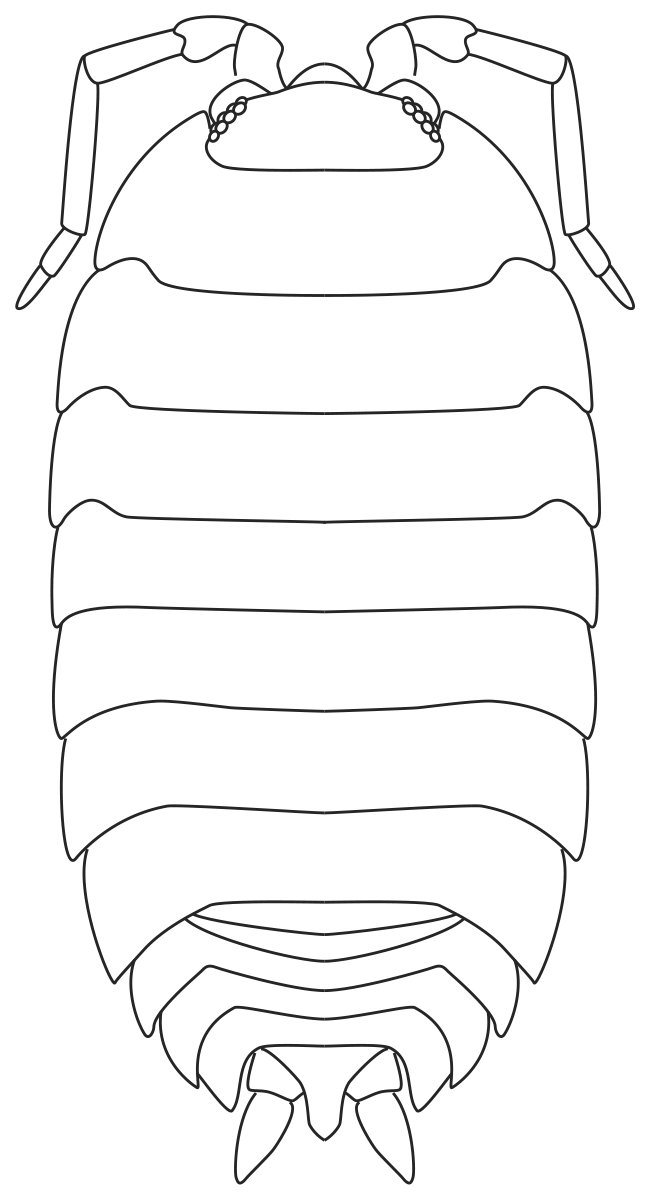
Prosionek szorstki.

## Występowanie
Prosionek szorstki jest gatunkiem pochodzenia atlantyckiego, w Polsce występuje głównie w siedliskach synantropijnych, naturalnie jedynie w północno-zachodniej części kraju, w buczynach.
Zamieszkuje podobne siedliska co stonoga murowa. Najczęstszy jest w ogrodach, na skrajach łąk i w świetlistych lasach. Za dnia ukrywa się pod kamieniami i butwiejącym drewnem. Liczniejszy od stonogi jest w siedliskach piaszczystych i zasolonych.

## Systematyka
Wyróżnia się podgatunki:
- Porcellio scaber americanus Arcangeli, 1932
- Porcellio scaber flavobrunneus Collinge, 1917
- Porcellio scaber flavomaculata Collinge, 1918
- Porcellio scaber japonicus Verhoeff, 1928
- Porcellio scaber lusitanus Verhoeff, 1907
- Porcellio scaber scaber Latreille, 1804